# Övre dammen, Västmanland
Övre dammen är en sjö i Västerås kommun i Västmanland och ingår i Norrströms huvudavrinningsområde. Sjön har en area på 0,129 kvadratkilometer och ligger 56 meter över havet. Sjön avvattnas av vattendraget Svartån.

## Delavrinningsområde
Övre dammen ingår i det delavrinningsområde (662965-153233) som SMHI kallar för Vid Q i Län punkt. Medelhöjden är 62 meter över havet och ytan är 2,86 kvadratkilometer. Räknas de 29 avrinningsområdena uppströms in blir den ackumulerade arean 541,13 kvadratkilometer. Svartån som avvattnar avrinningsområdet har biflödesordning 2, vilket innebär att vattnet flödar genom totalt 2 vattendrag innan det når havet efter 148 kilometer. Avrinningsområdet består mestadels av skog (89 procent). Avrinningsområdet har 0,13 kvadratkilometer vattenytor vilket ger det en sjöprocent på 4,6 procent.